# Караван-сарай Алла-Кули-хана
Караван-сарай Алла-Кули-хана — это строение, возведенное в Хиве (Узбекистан) в 1832-1833 годах.
Караван-сарай в плане строго прямоуголен, лишь с выступами башен-гульдаста на углах. Продольная ось его ориентирована в направлении юг—север и подчеркнута с юга входным порталом и двух купольным проездом — дарвазаханой, на южном и северном дворовых фасадах — скромными   порталами (северный — ложный, заключает в себе две рядовые худжры). По периметру двор в два этажа обходит однообразная аркада худжр; нижние использовались для склада товаров, верхние — для временного жилья приезжих купцов. Рядовые худжры прямоугольны; в углах помещено восемь квадратных худжр, в два этажа, входы в них организованы диагональными проходами из скосов двора, оформленных полувосьмигранными нишами. 104 худжры компануются в два этажа вокруг двора, 24 — выходили на главный фасад до постройки тима. Пристраивая тим, мастера разобрали выходившие на фасад худжры второго этажа, чтобы опереть купола тима на стену караван-сарая; худжры нижнего яруса, служившие, видимо, лавками, открывавшимися на улицу, сохранили свое назначение, включившись в композицию тима. Центр двора, по абрису плана, понижен: сюда ставили под разгрузку вьючных животных.
Худжры перекрыты куполами «балхи»; в дарвазахане выведены два купола на ложно сферических парусах.
Караван-сарай лишен декора. Глино-саманная штукатурка сплошь покрывает поверхность фасадов. Во дворе сделана грубая побелка по ганчевой штукатурке.
Размеры: 69,0X58,0 м. общие; двор 46,3X42,4 м; рядовые худжры — 4,6X2,9 м; угловые — 5,0X5,0 м.